# Instituto Brasileiro de Geografia e Estatística

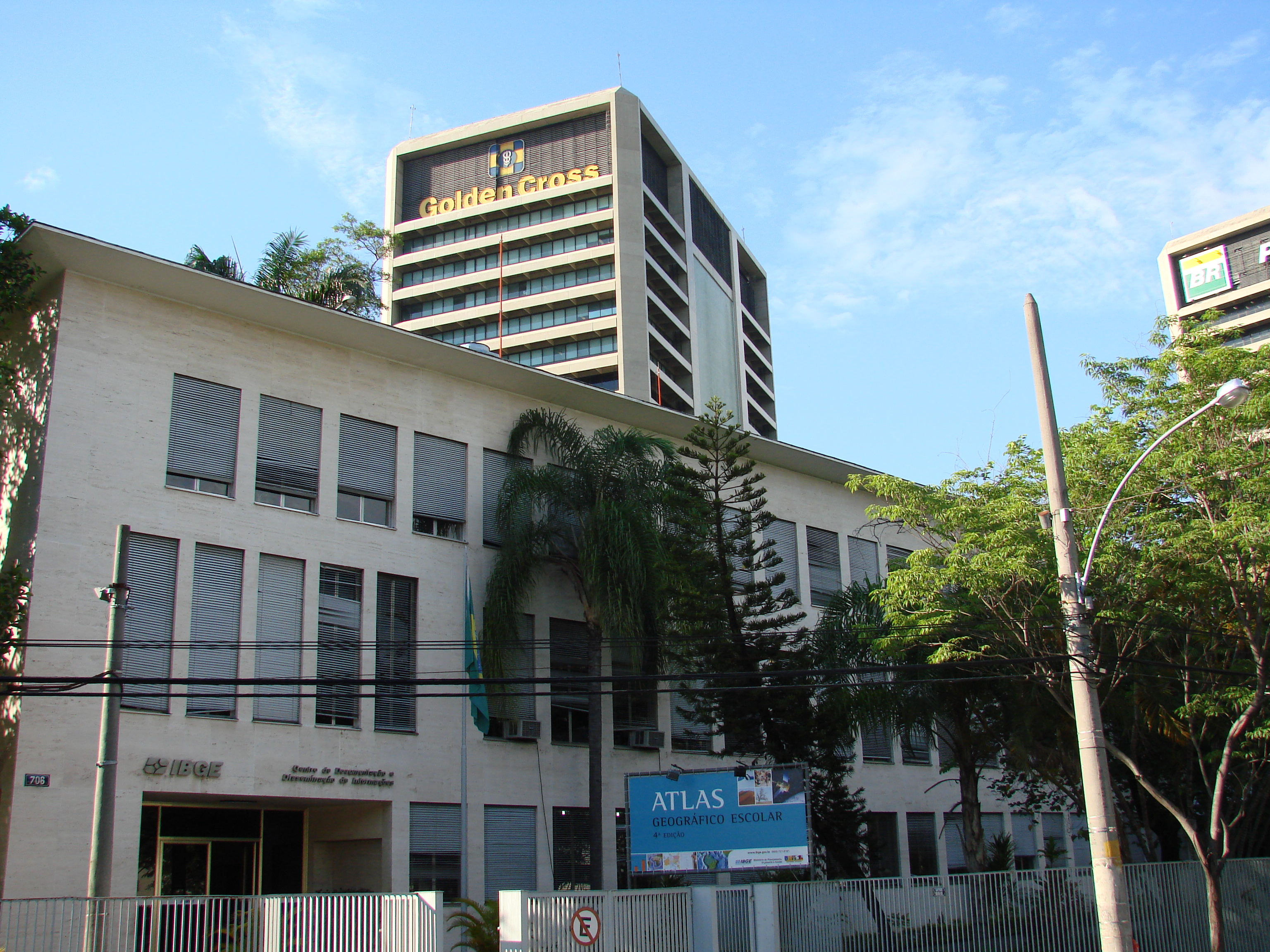

Het IBGE is het Braziliaans Instituut voor Geografie en Statistiek (Portugees: Instituto Brasileiro de Geografia e Estatística). Het verzamelt en verschaft een grote hoeveelheid gegevens over het land en zijn samenstellende territoria. Deze informatie is zowel bedoeld voor burgerlijke als voor bestuursdoeleinden op federale, staats- en gemeentelijke niveaus.
De voornaamste taken van het instituut zijn het identificeren en analyseren van het Braziliaans territorium, het organiseren van volkstellingen en het volgen van de economische evolutie van het land.
Het IBGE is een openbaar federaal orgaan en valt onder het Ministerie van Planning, Budget en Beheer. Het is in 1937 ontstaan uit de samensmelting van het Nationaal Instituut voor de Statistiek (Instituto Nacional de Estatística) en de Braziliaanse Raad voor Geografie (Conselho Brasileiro de Geografia).